# Kurt Hansen (Manager)
Kurt Hansen (* 11. Januar 1910 in Yokohama, Japan; † 26. Januar 2002 in Leverkusen) war ein Chemiker und von 1961 bis 1974 Vorstandsvorsitzender der Bayer AG in Leverkusen.

## Leben
Kurt Hansen wurde 1910 in Yokohama als Sohn eines Hamburger Kaufmanns geboren und kam im Jahre 1920 nach Hamburg, wo er die Oberrealschule beendet. 1929 begann er an der TH München sein Chemie-Studium, wo er 1935 promoviert wurde. Er studierte außerdem in Dresden. Seit seinem Studium war Kurt Hansen Mitglied der Straßburger Turnerschaft Cheruscia im Coburger Convent der Landsmannschaften und Turnerschaften an deutschen Hochschulen.
1936 kam er als geprüfter Dipl.-Kaufmann an die Fabrik Wolfen der I.G. Farben, ging jedoch schon bald an die heutige Agfa, damals Photopapierfabrik, nach Leverkusen. Schon mit 28 Jahren übernimmt er dort die Alizarin-Abteilung.
Hansen war bereits zum 1. November 1931 in die NSDAP eingetreten (Mitgliedsnummer 695.276).
1943 wird er nach mehreren Einzügen zum Wehrdienst nach Berlin versetzt und wurde Leiter der kriegswichtigen Zentralstelle für Rohstoffbeschaffung der I.G. Farben. Die I.G. Farben waren eng in den Eroberungskrieg des Dritten Reichs eingebunden. Der Konzern folgte der Wehrmacht in die eroberten Länder Europas und übernahm meist innerhalb weniger Wochen die dortige Chemie-Industrie. Die von Hansen geleitete Abteilung spielte hierbei eine zentrale Rolle. Auch Kohlegruben, Ölförder-Einrichtungen und andere Rohstoff-Quellen gehörten zur Beute des Konzerns, der zudem Zehntausende von Zwangsarbeitern ausbeutete.
Wegen seiner Mitverantwortung für Kriegsverbrechen war Kurt Hansen 1945 von den Alliierten interniert worden. Noch im gleichen Jahr kann er jedoch wieder nach Leverkusen zurückkehren. Hansen knüpfte von da an Beziehungen in die USA, wo er 1953 war, und half in Indien beim Aufbau des Bayer-Werkes. 1955 erhielt er Prokura. 1956, ein Jahr nach einem Auslandsaufenthalt in Indien, wo er den Aufbau direkt überwachte und beriet, übernahm er die Leitung des Werkes in Wuppertal-Elberfeld und 1957 wurde er Mitglied des Vorstandes. 1961 wurde er nach dem Tod von Ulrich Haberland zum Vorstandsvorsitzenden ernannt. Seine Funktion als Vorstandsvorsitzender nutzte er in erster Linie, um neue Strukturen im Konzern geltend zu machen und ihn international auszubauen.
1974 wechselte Hansen in den Aufsichtsrat und Herbert Grünewald wurde Vorstandsvorsitzender. 1984 beendete er seine berufliche Laufbahn und zog sich zurück. Er wurde danach zum Ehrenvorstand gewählt und gründete eine Stiftung zur Förderung des wissenschaftlichen Nachwuchses, die den Familie-Hansen-Preis vergibt. 1988 wurde er Ehrenbürger und 1969 Ehrensenator der Universität zu Köln, an der er ab 1963 Honorarprofessor war.
Er war ab 1966 im Präsidium des Bundesverbands der Deutschen Industrie. 1970/71 war er Präsident des Verbands der Chemischen Industrie und 1974/75 Präsident der Gesellschaft Deutscher Chemiker, deren Carl-Duisberg-Plakette er erhielt.

## Auszeichnungen
- 1963: Ehrensenator der Rheinischen Friedrich-Wilhelms-Universität Bonn
- 1968: Großes Silbernes Ehrenzeichen mit dem Stern für Verdienste um die Republik Österreich[3]
- 1970: Ehrenring der Stadt Leverkusen
- 1984: Ehrenbürger der Technischen Universität München[4]
- 1988: Ehrenbürger der Universität zu Köln[5]